# Lahouidjbet
Lahouidjbet (em árabe: الحويجبات) é uma comuna localizada na província de Tébessa, Argélia. Sua população estimada em 2008 era de 4 771 habitantes.